# Crystal Palace Football Club 2012-2013
Questa voce raccoglie le informazioni riguardanti la Crystal Palace Football Club nelle competizioni ufficiali della stagione 2012-2013.

## Rosa
Rosa e numerazione aggiornate al 21 ottobre 2012.
| N. |                         | Ruolo | Calciatore       |
| -- | ----------------------- | ----- | ---------------- |
| 1  | Argentina (bandiera)    | P     | Julián Speroni   |
| 2  | Inghilterra (bandiera)  | D     | Joel Ward        |
| 3  | Inghilterra (bandiera)  | D     | David Wright     |
| 4  | Norvegia (bandiera)     | D     | Jonathan Parr    |
| 5  | Irlanda (bandiera)      | D     | Patrick McCarthy |
| 6  | Inghilterra (bandiera)  | D     | Aarón Martín     |
| 7  | RD del Congo (bandiera) | C     | Yannick Bolasie  |
| 8  | Sudafrica (bandiera)    | C     | Kagisho Dikgacoi |
| 10 | Irlanda (bandiera)      | C     | Owen Garvan      |
| 14 | Galles (bandiera)       | D     | Darcy Blake      |
| 15 | Australia (bandiera)    | C     | Mile Jedinak     |
| 16 | Inghilterra (bandiera)  | A     | Wilfried Zaha    |
| 17 | Inghilterra (bandiera)  | A     | Glenn Murray     |

| N. |                        | Ruolo | Calciatore        |
| -- | ---------------------- | ----- | ----------------- |
| 18 | Inghilterra (bandiera) | A     | Aaron Wilbraham   |
| 19 | Galles (bandiera)      | A     | Jermaine Easter   |
| 20 | Galles (bandiera)      | C     | Jonathan Williams |
| 21 | Inghilterra (bandiera) | D     | Dean Moxey        |
| 22 | Inghilterra (bandiera) | C     | Stuart O'Keefe    |
| 24 | Inghilterra (bandiera) | A     | Kwesi Appiah      |
| 25 | Inghilterra (bandiera) | C     | Kyle De Silva     |
| 26 | Inghilterra (bandiera) | D     | Matthew Parsons   |
| 27 | Irlanda (bandiera)     | D     | Damien Delaney    |
| 28 | Inghilterra (bandiera) | D     | Peter Ramage      |
| 30 | Brasile (bandiera)     | C     | André Moritz      |
| 33 | Galles (bandiera)      | D     | Danny Gabbidon    |
| 34 | Galles (bandiera)      | P     | Lewis Price       |

## Staff tecnico
| Ruolo                     | Addetto              |
| ------------------------- | -------------------- |
| Allenatore                | Ian Holloway         |
| Allenatore riserva-vice   | Keith Curle          |
| Allenatore portieri       | Tony Burns           |
| Massaggiatore             | Mark Hulse           |
| Capo degli UK scout       | Allan Gemmill        |
| Capo fisioterapista       | Paul Caton           |
| Segretario                | Christine Dowdeswell |
| Allenatore giovanili      | Paul Lowe            |
| Vice-allenatore giovanili | Gary Issot           |